# Jeff Vandermeer
Jeff VanderMeer (Bellefonte (Pennsilvània), 7 de juliol de 1968) és un autor estatunidenc, editor i crític literari.
Inicialment associat al gènere literari New Weird, VanderMeer va passar a l'èxit principal amb la seva novel·la que conforma la trilogia Southern Reach. La primera novel·la de la trilogia va ser Annihilation, amb la que va guanyar els premis Nebula Award i Shirley Jackson Award, obra que posteriorment, va ser adaptada al cinema de la mà del director Alex Garland.

## Biografia

### Vida personal
VanderMeer va néixer a Bellefonte, a l'estat de Pennsilvània (Estats Units), però va passar gran part de la seva infància a les Illes Fiji, on els seus pares van treballar per al Cos de Pau. Un cop va tornar als Estats Units, va passar un temps a Ithaca (Estat de Nova York) i Gainesville (Estat de Florida). Va anar a la Universitat de Florida durant tres anys i l'any 1992, va participar en el Clarion Workshop, un taller de sis setmanes per a escriptors aspirant de ciència-ficció que es realitza a Pennsilvània.
Quan VanderMeer va fer 20 anys, va llegir la novela The Infernal Desire Machines of Doctor Hoffman de l'escriptora Angela Carter, afirmant que aquella obra "em va deixar bocabadat, em va impactar molt al meu cervell: mai havia trobat mai una prosa com aquesta, amb tal passió i audàcia a les pàgines". Fruit d'aquella obra de Carter, va servir d'inspiració a VanderMeer per millorar i sense tenir por de la seva pròpia prosa.
L'any 2003, VanderMeer es va casar amb Ann Kennedy, editora de la petita revista Buzzcity Press i la revista Silver Web, visquen els dos a Tallahassee, Florida.

### Vida professional[calcitació]
Vandermeer va començar la seva carrera d'escriptor a finals de la dècada de 1980 mentre encara estava a l'escola secundària i ràpidament es va convertir en un prolífic col·laborador de les revistes de premsa locals. Durant aquest temps, Vandermeer va escriure una sèrie de contes d'horror i fantasia, alguns dels quals van ser llançats en la seva 1989 dins de la col·lecció The Book of Frog i posteriorment, en la col·lecció The Book of Lost Places en 1996.
Un dels primers èxits de l'autor va ser la seva col·lecció de contes curts publicats en 2001 sota el nom City of Saints and Madmen, ambientada a la ciutat imaginària de Ambergris. Diverses de les novel·les de Vandermeer van ser fixades posteriorment en Ambergris incloent Shriek: An Afterword el 2006 i Finch el 2009, l'últim dels quals va arribar a ser finalista per als Premis Nébula com a millor novel·la. L'any 2000 la seva novel·la The Transformation of Martin Lake va guanyar el premi de la fantasia del món.
Tres anys més tard, el 2003, Vandermeer es va casar amb Ann Kennedy, editora de la petita revista Buzzcity Press i la revista Silver web, vivint tots dos a Tallahassee, Florida.
En 2014, de la comandament de l'editorial Farrar, Straus i Giroux, va publicar el seu major èxit: la trilogia Southern Reach, que consisteix en les novel·les Annihilation, Authority i Acceptance, centrant-se en una agència secreta que gestiona les expedicions a un punt de la Terra, protegit i deshabitat, conegut com a Àrea X, on no ha deixat d'aplicar les lleis de la física conegudes i amb una natura desbordada.

## Crítica
VanderMeer ha estat anomenat com "un dels més notables escriptors de literatura fantàstica a l'Amèrica d'avui en dia", i com "Rei de la ficció insòlita" per The New Yorker amb uns relats que fugen de les classificacions de gènere habituals fins i tot quan les seves obres incorporen temes i elements de gèneres com el postmodernisme, ecoficció la nova ficció extravagant i post-apocalíptica.
L'escriptura de VanderMeer ha estat descrita com "evocadora (amb) observacions intel·lectuals profundes i inquietants" i ha estat comparada amb les obres de Jorge Luis Borges, Franz Kafka i Thoreau.

## Obres

### Ficció
| Any  | Títol original                                                           | Traducció oficial | Premis                                                     |
| ---- | ------------------------------------------------------------------------ | ----------------- | ---------------------------------------------------------- |
| 1996 | Dradin, In Love                                                          | -                 |                                                            |
| 1999 | The Hoegbotton Guide to the Early History of Ambergris, by Duncan Shriek | -                 |                                                            |
| 2001 | The Transformation of Martin Lake                                        | -                 | Guanyat - Premi Mundial de Fantasia                        |
| 2003 | Veniss Underground                                                       | -                 |                                                            |
| 2006 | Shriek: An Afterword                                                     | -                 |                                                            |
| 2008 | Predator                                                                 | -                 |                                                            |
| 2009 | Finch                                                                    | -                 | Nominat - Premi Mundial de Fantasia Nominat - Premi Nebula |
| 2014 | Annihilation, de la trilogia Southern Reach                              | -                 | Guanyat - Premi Nebula Guanyat - Shirley Jackson Award     |
| 2014 | Authority, de la trilogia Southern Reach                                 | -                 |                                                            |
| 2014 | Acceptance, de la trilogia Southern Reach                                | -                 |                                                            |
| 2017 | Borne                                                                    | -                 |                                                            |

### No-ficció
| Any  | Títol original                                                                  | Traducció oficial | Premis                                                                                              |
| ---- | ------------------------------------------------------------------------------- | ----------------- | --------------------------------------------------------------------------------------------------- |
| 2004 | Why Should I Cut Your Throat?                                                   | -                 | |
| 2009 | Booklife: Strategies and Survival Tips for the 21st Century Writer              | -                 | |
| 2010 | The Steampunk Bible                                                             | -                 | |
| 2011 | Monstrous Creatures: Explorations of Fantasy through Essays, Articles & Reviews | -                 | |
| 2013 | Wonderbook: The Illustrated Guide to Creating Imaginative Fiction               | -                 | Guanyat - BSFA Award Guanyat - Locus Award Nominat - Premi Hugo Nominat - Premi Mundial de Fantasia |

### Col·leccions
| Any  | Títol original                       | Traducció oficial | Premis |
| ---- | ------------------------------------ | ----------------- | ------ |
| 1989 | The Book of Frog                     | -                 |        |
| 1996 | The Book of Lost Places              | -                 |        |
| 2001 | City of Saints and Madmen            |                   |        |
| 2003 | The Day Dali Died                    | -                 |        |
| 2004 | Secret Life                          | -                 |        |
| 2004 | Why Should I Cut Your Throat?        | -                 |        |
| 2005 | VanderMeer 2005                      | -                 |        |
| 2006 | Secret Lives                         | -                 |        |
| 2007 | The Surgeon's Tale and Other Stories | -                 |        |
| 2010 | The Third Bear                       | -                 |        |
| 2014 | Area X: The Southern Reach Trilogy   | -                 |        |

### Antologies
| Any  | Títol original                                                             | Traducció oficial | Premis                              |
| ---- | -------------------------------------------------------------------------- | ----------------- | ----------------------------------- |
| 1994 | Leviathan 1                                                                | -                 |                                     |
| 1998 | Leviathan 2                                                                | -                 |                                     |
| 2002 | Leviathan 3                                                                | -                 | Guanyat - Premi Mundial de Fantasia |
| 2003 | Album Zutique                                                              | -                 |                                     |
| 2003 | The Thackery T. Lambshead Pocket Guide to Eccentric & Discredited Diseases | -                 |                                     |
| 2007 | The New Weird                                                              | -                 |                                     |
| 2007 | Best American Fantasy                                                      | -                 |                                     |
| 2008 | Best American Fantasy: v. 2                                                | -                 |                                     |
| 2008 | Last Drink Bird Head                                                       | -                 |                                     |
| 2008 | Steampunk                                                                  | -                 |                                     |
| 2009 | Fast Ships, Black Sails                                                    | -                 |                                     |
| 2010 | Steampunk II: Steampunk Reloaded                                           | -                 |                                     |
| 2011 | The Thackery T. Lambshead Cabinet of Curiosities                           | -                 |                                     |
| 2012 | The Weird                                                                  | -                 | Guanyat - Premi Mundial de Fantasia |
| 2014 | The Time Traveler's Almanac                                                | -                 |                                     |
| 2015 | Sisters of the Revolution: A Feminist Speculative Fiction Anthology        | -                 |                                     |
| 2016 | The Big Book of Science Fiction: The Ultimate Collection                   | -                 |                                     |